# 虚淵玄
虚淵 玄（うろぶち げん、男性、1972年12月20日 - ）は、日本のゲームシナリオライター・小説家・脚本家。株式会社ニトロプラス取締役副社長。

## 来歴
和光大学卒業。ゲーム制作会社ニトロプラス（東京・台東区）に前身から参加し、同社のデビュー作となった『Phantom -PHANTOM OF INFERNO-』などのシナリオを手がける。
『鬼哭街』以後は『"Hello, world."』では企画原案、『斬魔大聖デモンベイン』では監修を務めるなど、製作統括者的な役割を任されることが多くなるが、『続・殺戮のジャンゴ -地獄の賞金首-』では『沙耶の唄』以来、約4年ぶりにゲームのシナリオを手がけた。
2006年から2007年にかけて、TYPE-MOONとの共同プロジェクト『Fate/Zero』の執筆を担当。2008年には『Phantom』や『続・殺戮のジャンゴ』で興味を持った広江礼威からの指名で、『ブラック・ラグーン』のノベライズ第1作「シェイターネ・バーディ」を執筆した。同年に放送されたアニメ『ブラスレイター』でシリーズ構成・脚本を担当して以降は、アニメ作品のシナリオにも関わるようになり、2011年の『魔法少女まどか☆マギカ』で知名度を大きく上げた。
現在でも作品クレジットに名前が記載される際には、括弧書きで“ニトロプラス”の社名を付けることも多い。

## 人物
映画愛好家であり、作品中にオマージュを挿入するケースが多い。例えば、『Phantom -PHANTOM OF INFERNO-』では作品の一部が『レオン』のプロットをなぞる形になっているほか、ヒロインの1人が『タクシードライバー』の主人公の台詞を真似たり、『夕陽のガンマン』の決闘方法を真似たりしている（その経緯のためか、『ノワール』が同作品の模倣ではないか、訴訟を提起すべきではないかとインターネット掲示板で議論が起こった時に、「そんなことをしたら、こっちが映画製作者から訴えられる」という趣旨のコメントをしたことがある）。『TECH GIAN』のメーカーコラムに『8mm』や『処刑人』のパロディを書いたことがあるほか、同人作品『浄火の紋章』などの『リベリオン』の二次創作ゲームを製作した。
好きな映画監督は、黒沢清、セルジオ・レオーネ、ジョン・カーペンターなど。
幼少期はロボットアニメが好きで、影響を受けた作品として『装甲騎兵ボトムズ』を挙げている。

## 作風
元々シナリオライターではなく小説家志望であったにもかかわらず、本人曰く「文学」に関しては全く手をつけず、「オッパイ」と「爆発」の出てくるエンターテイメント作品にしか興味が湧かなかったという。ゆえにそういった方向の映画や小説、またプラモデル雑誌の白黒ページなどから影響を受けており、その作品には頻繁に銃や車が登場する傾向がある。
本人は「心温まる物語を書きたい」と心の内を『Fate/Zero Vol.1』や『白貌の伝道師』のあとがきの中で語り、『キューティーハニー』を例に挙げて「愛の戦士」を自称している。しかし、ストーリーを突き詰めると「バッドエンド」になってしまうといい、自身のこの傾向に悩んで、一時は筆を折ることも考えていたと発言しており、その時期に書いた『Fate/Zero』は立ち直る切っ掛けになったという。
24歳ごろに感染症にかかってあと少し処置が遅ければ死に至っていたという経験を持ち、療養期間中は自身を「ある意味社会的に抹殺されてる死人同然」と捉えていた。その状態で数か月過ごしたことで自分の死に想像力を巡らせられるようになり、キャラクターが死ぬ際の想像力を回避できるようになったため、作品を作る際にキャラクターを躊躇なく殺せるようになったことに経験が活きていると述懐している。
また病弱であったことから機械の体になりたいという願望を持っており、自身の作品にも『PSYCHO-PASS サイコパス』や『まどか☆マギカ』など今の肉体とは別の体を得るというモチーフを度々登場させている。
『まどか☆マギカ』をはじめとして、世界を作り変えるというテーマを持つ作品が多い。虚淵自身は世界を作り変えることそのものを肯定しているわけではなく、キャラクターが世界と立ち向かう際の方法論の一つと位置づけている。

## エピソード
- 『まどか☆マギカ』の制作に際して、新房昭之、蒼樹うめ、シャフトとの共同筆名として「Magica Quartet」名義を使用している[1]。クレジットでは、原作としてMagica Quartetが表記されるとともに、脚本として虚淵の名が表記されている。また、東京都青少年の健全な育成に関する条例による規制強化を推進する石原慎太郎東京都知事（当時）が実行委員長である東京国際アニメフェア主催の東京アニメアワードにおいて『まどか☆マギカ』が脚本賞を受賞したことに対し虚淵は、「理不尽な条例で表現の自由を脅かしてる人たちに『君の脚本はスバラシイね！』と言われて、俺は素直に喜んでいいのかどうか大変悩んでる」とTwitterに心情を吐露した。また、受賞コメントの執筆にあたり「東京都に向けて伝えるべきメッセージを発信する絶好のチャンス」であるとし、フォロワーからアイデアを募り、Twitter上でコメント案を公開した[10][11]。
- 『仮面ライダー鎧武/ガイム』担当以前から平成仮面ライダーシリーズのファンであり、自身の携わった作品にもパロディ・オマージュを取り入れている[注 3][6]。『鎧武/ガイム』以前にネット上で『仮面ライダーフォーゼ』のゲスト脚本を担当するという噂が流れたことがあるが、これについては根も葉もない話であったと述べている[6]。
- 東京都青少年の健全な育成に関する条例の改正について児童ポルノの取り締まり強化については賛成の立場をとっているが、規制基準を不明瞭にしたまま可決されたことについては憤りを感じており、こうした社会情勢への反感が『PSYCHO-PASS サイコパス』の主要人物である常守朱のキャラクターに現れていると述べている[12]。

## 家族・親族
創元推理文庫版「大坪砂男全集 第四巻 『零人』」（2013年7月31日 初版）の「編者解題」において、祖父は推理小説作家の大坪砂男、父親は俳優・劇作家の和田周、母親は声優の瀬畑奈津子であることが明かされた。
- 曾祖父：和田維四郎（鉱物学者・政治家・八幡製鐵所長官）
- 曾祖伯父：和田義比（工部省官僚(権少技長)・歌人）
- 祖父：大坪砂男（作家）
- 父：和田周[14]（俳優・劇作家）
- 母：瀬畑奈津子（声優）

|            |            |            |            |            |            |  |  |            |            |            |            |            |            |  |  |          |          |          |          |          |          |  |  |  |  |  |  |  |  |  |  |  |  |
|            |            |            |            |            |            |  |  |            |            |            |            |            |            |  |  |          |          |          |          |          |          |  |  |  |  |  |  |  |  |  |  |  |  |
|            |            |            |            |            |            |  |  | 和田維四郎 | 和田維四郎 | 和田維四郎 | 和田維四郎 | 和田維四郎 | 和田維四郎 |  |  | 和田義比 | 和田義比 | 和田義比 | 和田義比 | 和田義比 | 和田義比 |  |  |  |  |  |  |  |  |  |  |  |  |
|            |            |            |            |            |            |  |  | 和田維四郎 | 和田維四郎 | 和田維四郎 | 和田維四郎 | 和田維四郎 | 和田維四郎 |  |  | 和田義比 | 和田義比 | 和田義比 | 和田義比 | 和田義比 | 和田義比 |  |  |  |  |  |  |  |  |  |  |  |  |
|            |            |            |            |            |            |  |  | 大坪砂男   |            |            |            |            |            |  |  |          |          |          |          |          |          |  |  |  |  |  |  |  |  |  |  |  |  |
|            |            |            |            |            |            |  |  |            |            |            |            |            |            |  |  |          |          |          |          |          |          |  |  |  |  |  |  |  |  |  |  |  |  |
| 瀬畑奈津子 | 瀬畑奈津子 | 瀬畑奈津子 | 瀬畑奈津子 | 瀬畑奈津子 | 瀬畑奈津子 |  |  | 和田周     | 和田周     | 和田周     | 和田周     | 和田周     | 和田周     |  |  |          |          |          |          |          |          |  |  |  |  |  |  |  |  |  |  |  |  |
| 瀬畑奈津子 | 瀬畑奈津子 | 瀬畑奈津子 | 瀬畑奈津子 | 瀬畑奈津子 | 瀬畑奈津子 |  |  | 和田周     | 和田周     | 和田周     | 和田周     | 和田周     | 和田周     |  |  |          |          |          |          |          |          |  |  |  |  |  |  |  |  |  |  |  |  |
|            |            |            |            |            |            |  |  |            |            |            |            |            |            |  |  |          |          |          |          |          |          |  |  |  |  |  |  |  |  |  |  |  |  |
|            |            |            |            | 虚淵玄     |            |  |  |            |            |            |            |            |            |  |  |          |          |          |          |          |          |  |  |  |  |  |  |  |  |  |  |  |  |

## ゲーム作品

### 商業作品
- Phantom -PHANTOM OF INFERNO-（2000年、ニトロプラス）
- 吸血殲鬼ヴェドゴニア（2001年、ニトロプラス）
- 鬼哭街（2002年、ニトロプラス）
- 沙耶の唄（2003年、ニトロプラス）
- 続・殺戮のジャンゴ -地獄の賞金首-（2007年、ニトロプラス）
- ガンスリンガー ストラトス（2012年、スクウェア・エニックス） - 世界観・原案を担当。
- とびたて！超時空トラぶる花札大作戦（2012年、TYPE-MOON） - 「卑劣必勝ハズバンド」「優雅なる愉悦倶楽部」シナリオを担当。
- Fate/Grand Order（2016年、TYPE-MOON） - 「Fate/Accel Zero Order」「人智統合真国 シン 紅の月下美人」一部幕間シナリオを担当。
- ラストオリジン（2022年、SmartJoy） - 「怒りの狼牙」シナリオを担当。
- Rusty Rabbit（2025年、NetEase Games）

### 同人作品
- 浄火の紋章（2003年）

## 映像作品

### テレビアニメ
2008年
- ブラスレイター（シリーズ構成・脚本）

2009年
- Phantom -Requiem for the phantom-（原作シナリオ・脚本）

2011年
- 魔法少女まどか☆マギカ（脚本・原作）
- Fate/Zero（原作）

2012年
- PSYCHO-PASS サイコパス（ストーリー原案・脚本）

2013年
- 翠星のガルガンティア（原案・シリーズ構成・脚本）

2014年
- アルドノア・ゼロ（ストーリー原案・脚本）
- PSYCHO-PASS サイコパス 2（企画監修）

2015年
- ガンスリンガー ストラトス（原案）
- ケイオスドラゴン 赤竜戦役（キャラクター原案）
- うーさーのその日暮らし 夢幻編（脚本）

2016年
- コンクリート・レボルティオ〜超人幻想〜THE LAST SONG（脚本）

2019年
- PSYCHO-PASS サイコパス 3（世界観原案）

2022年
- RWBY 氷雪帝国（アニメーション原案）

2023年
- REVENGER（ストーリー原案・シリーズ構成・脚本）

### 劇場アニメ
2012年
- 劇場版 魔法少女まどか☆マギカ 前編 始まりの物語（脚本・原作）
- 劇場版 魔法少女まどか☆マギカ 後編 永遠の物語（脚本・原作）

2013年
- 劇場版 魔法少女まどか☆マギカ 新編 叛逆の物語（脚本・原作）

2014年
- 楽園追放 -Expelled from Paradise-（脚本）

2015年
- 劇場版 PSYCHO-PASS サイコパス（ストーリー原案・脚本）

2017年
- GODZILLA（ストーリー原案・シリーズ構成・脚本）

2019年
- PSYCHO-PASS サイコパス Sinners of the System（シリーズ原案）

2020年
- PSYCHO-PASS サイコパス 3 FIRST INSPECTOR（世界観原案）

2022年
- バブル（脚本）

2023年
- 劇場版 PSYCHO-PASS サイコパス PROVIDENCE（ベースドストーリー原案）

2025年
- 劇場版 魔法少女まどか☆マギカ〈ワルプルギスの廻天〉（脚本・原作）

2026年
- 楽園追放 心のレゾナンス（脚本）

時期未発表
- アイゼンフリューゲル（原作）

### OVA
- Phantom -PHANTOM THE ANIMATION-（2004年）シナリオ原案
- 翠星のガルガンティア 〜めぐる航路、遥か〜（2014年）ストーリー監修

### Webアニメ
- OBSOLETE（2019年）原案・シリーズ構成・脚本

### テレビドラマ
- 仮面ライダー鎧武/ガイム（2013年）メインライター・脚本・監修

### 実写映画
- 劇場版 仮面ライダー鎧武 サッカー大決戦!黄金の果実争奪杯!（2014年）脚本監修
- ガルム・ウォーズ（2016年）宣伝コピー

### テレビ人形劇
- Thunderbolt Fantasy 東離劍遊紀（2016年）原案・脚本・総監修
- Thunderbolt Fantasy 東離劍遊紀2（2018年）原案・脚本・総監修
- Thunderbolt Fantasy 東離劍遊紀3（2021年）原案・脚本・総監修
- Thunderbolt Fantasy 東離劍遊紀4（2024年）原案・脚本・総監修

### 人形劇映画
- Thunderbolt Fantasy 生死一劍（2017年）原案・脚本・総監修
- Thunderbolt Fantasy 西幽玹歌（2019年）原案・脚本・総監修
- Thunderbolt Fantasy 東離劍遊紀 最終章 （2025年）原案・脚本・総監修

### 舞台
- 『仮面ライダー斬月』-鎧武外伝-（2019年）シリーズ原案・監修
- PSYCHO-PASS サイコパス Chapter1 -犯罪係数-（2019年）監修

## 書籍

### 小説単行本
- ファントム（2002年6月 - 12月 角川スニーカー文庫 全2巻） - 共著：（有）リアクション
- 吸血殲鬼ヴェドゴニア（2003年2月 - 3月 角川スニーカー文庫 全2巻） - 共著：種子島貴
- 白貌の伝道師（2004年12月 ニトロプラス / 2012年3月 星海社FICTIONS）
- 鬼哭街（2005年1月 - 3月 角川スニーカー文庫 全2巻 / 2013年10月 星海社文庫）
- ブラック・ラグーン（2008年7月 - 2011年1月 ガガガ文庫 全2巻） - 原作：広江礼威
- アイゼンフリューゲル（2009年7月 - 12月 ガガガ文庫 全2巻）
- Fate/Zero（2011年1月 - 6月 星海社文庫 全6巻）
- 金の瞳と鉄の剣（2011年4月 星海社FICTIONS）
- 沙耶の唄（2018年12月 星海社FICTIONS） - 共著：大槻涼樹

### 短編（単著未収録）
- 敵は海賊（『神林長平トリビュート』2009年11月 早川書房 / 2012年4月 ハヤカワ文庫JA）

### 漫画原作（コミカライズを除く）
- エンシェントミスティ（2007年8月 電撃コミックスEX） - 作画：中村哲也

### シナリオ集
- 魔法少女まどか☆マギカ The Beginning Story（2011年12月 角川書店）

### TRPGリプレイ（プレイヤー）
- RPF レッドドラゴン（2012年6月 - 2014年6月 星海社FICTIONS 全7巻 / 2015年1月 - 7月 星海社文庫 全7巻） - 著：三田誠

### アンソロジー編纂
- 楽園追放rewired サイバーパンクSF傑作選（2014年10月 ハヤカワ文庫JA） - 共編：大森望

### 同人作品
- HAGAKURE ROYAL（『中央東口のシャイニングエクソシストEX』内収録 2003年 中央東口が漫画執筆）
- ハイスクール・バトルヒーター（『中央東口のシャイニングエクソシストEX II』内収録 2005年 中央東口が漫画執筆）
- Fate/Zero（TYPE-MOON BOOKS）
  1. 第四次聖杯戦争秘話（2006年12月29日発売）
  2. 王たちの狂宴（2007年3月31日発売）
  3. 散りゆく者たち（2007年7月27日発売）
  4. 煉獄の炎（2007年12月29日発売）
- ラストオリジンSS 滅亡前のとある記録 アルカディアの乙女たち 全4話（作者のTwitter上にて公開 2020年6月13日 - 6月16日）

## 受賞歴
| 年     | 賞                         | 賞の部門 | ノミネート対象                | 結果 |
| ------ | -------------------------- | -------- | ----------------------------- | ---- |
| 2011年 | ニュータイプアニメアワード | 脚本賞   | 魔法少女まどか☆マギカ         | 受賞 |
| 2012年 | 東京アニメアワード2012     | 脚本賞   | 魔法少女まどか☆マギカ         | 受賞 |
| 2015年 | ニュータイプアニメアワード | 脚本賞   | 劇場版 PSYCHO-PASS サイコパス | 受賞 |

## 関連書籍
インタビュー収録
- 『美少女ゲームの臨界点+1』波状言論（東浩紀個人事務所）、2004年12月
- 『FICTION ZERO / NARRATIVE ZERO』（フィクションゼロ/ナラティブゼロ）講談社文芸X出版部、2007年8月
- レッカ社『語ろう! クウガ アギト 龍騎』カンゼン、2013年。ISBN 978-4-86255-178-8。
- 「INTERVIEW 4 虚淵玄（ニトロプラス）」『語ろう！555 剣 響鬼』レッカ社 編著、カンゼン〈永遠の平成仮面ライダーシリーズ〉、2015年1月15日、pp.127-166頁。ISBN 978-4-86255-285-3。